# Samhain (band)
Samhain is een Amerikaanse horrorpunkband gevormd door zanger Glenn Danzig in 1983, onmiddellijk na zijn vertrek uit The Misfits. In 1987 stapte Samhain over naar een nieuwe band, Danzig. Na een korte hereniging in 1999, en opnieuw in 2011 en 2012, Samhain kondigde hun vierde reünie aan in 2014.

## Discografie
- Initium (1984)
- Unholy Passion EP (1985)
- November-Coming-Fire (1986)
- Final Descent (1990)
- Box Set (2000)
- Samhain Live '85-'86 (2001)